# Миронов, Дмитрий Олегович (Герой Российской Федерации)
Дми́трий Оле́гович Миро́нов (1979 — 1998) — рядовой Вооружённых Сил Российской Федерации, участник грузино-абхазского конфликта, Герой Российской Федерации (1999).

## Биография
Родился в 1979 году в городе Потсдам, в семье офицера, проходившего службу в ГСВГ. Окончил среднюю школу № 60 Рязани. В 1997 году Миронов поступил на учёбу в Рязанское воздушно-десантное училище. В 1998 году был отчислен из училища и направлен для дальнейшего прохождения службы рядовым в 217-й гвардейский парашютно-десантный полк, 98-й гвардейской воздушно-десантной дивизии, расквартированной в городе Иваново.
В июле 1998 года в составе сводного парашютно-десантного батальона убыл в зону грузино-абхазского конфликта. 18 октября, находясь в боевом охранении, обнаружил группу бандитов, которая стремилась забросать пост гранатами. Подав сослуживцам сигнал осветительной ракетой, принял неравный бой. Несмотря на полученное ранение, продолжал вести огонь до подхода резервной группы. От большой кровопотери скончался. 
Похоронен в селе Кораблино Рязанского района Рязанской области.
Указом Президента Российской Федерации от 15 февраля 1999 года за «мужество и героизм, проявленные в ходе миротворческой миссии в зоне грузино-абхазского конфликта» гвардии рядовой Дмитрий Миронов посмертно был удостоен высокого звания Героя Российской Федерации.
Памяти Дмитрия Миронова проводятся Всероссийские соревнования по лёгкой атлетике.